# Biała Góra (województwo podkarpackie)
Biała Góra – osada w Polsce położona w województwie podkarpackim, w powiecie jarosławskim, w gminie Wiązownica.
W latach 1975–1998 miejscowość administracyjnie należała do województwa przemyskiego.